# Bentvueghels

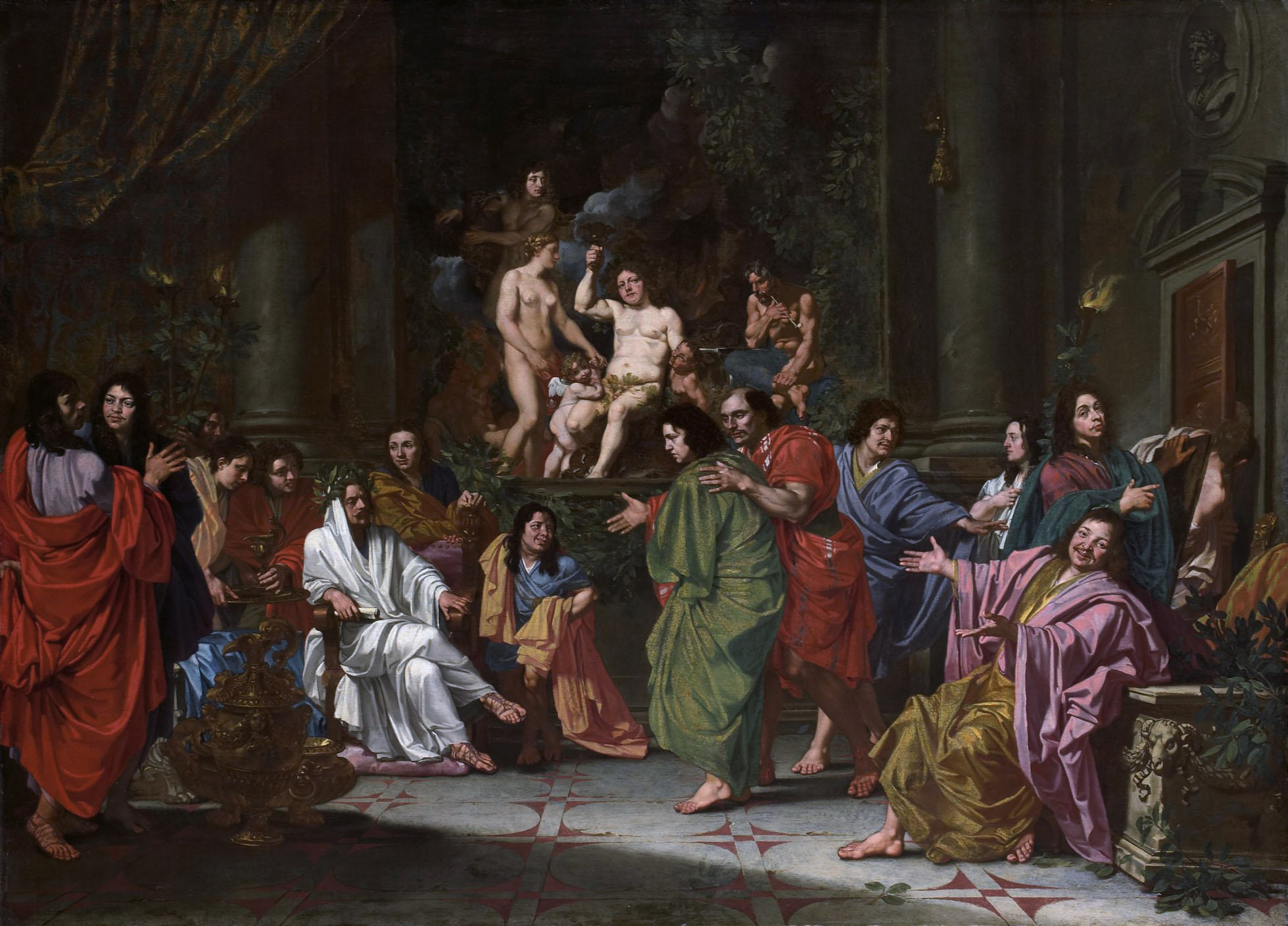
Anonim, Inicjacja w Bentvueghels, ok. 1660, Rijksmuseum w Amsterdamie

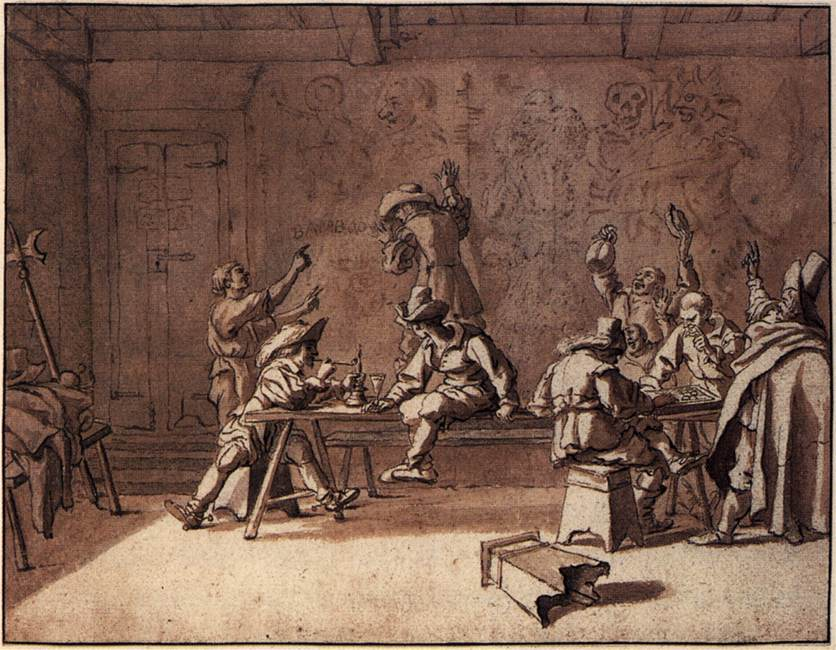
Pieter van Laer, Członkowie Bentvueghels w rzymskiej tawernie, ok. 1625, Gemäldegalerie

Bentvueghels także Schildersbent – bractwo zrzeszające artystów pochodzenia holenderskiego i flamandzkiego, działające w Rzymie w latach ok. 1620–1720. Celem stowarzyszenia było podtrzymywanie kontaktów osobistych oraz udzielanie sobie pomocy. Do historii przeszły swoiste obrzędy inicjacji nowych członków, podczas których nadawano im pseudonimy. W 1720 roku papież Klemens XI specjalnym dekretem zakazał działalności bractwa ze względu na pijaństwo jego członków i ekscesy ostentacyjnie łamiące zasady współżycia społecznego. Szczególne potępiono pijackie rytuały inicjacyjne, w czasie których parodiowano ceremonię chrztu.
W ciągu 100 lat istnienia do Bentvueghels należało około 480 artystów, byli to malarze, rysownicy, graficy, rzeźbiarze, jubilerzy i poeci. Wśród najbardziej znanych członków byli m.in.:
- Willem van Aelst
- Jan Asselijn
- Dirck van Baburen
- Jan van Bijlert jeden z założycieli
- Cornelis Bloemaert
- Jan Frans van Bloemen
- Peter van Bloemen
- Paulus Bor
- Andries Both
- Jan Both
- Leonard Bramer
- Bartholomeus Breenbergh
- Cornelis de Bruijn
- Abraham Brueghel
- Wouter Crabeth II
- Willem Doudijns
- Wybrand de Geest
- Pieter Groenewegen
- Samuel van Hoogstraten
- Adriaen van der Kabel
- Pieter van Laer - "Il Bamboccio"
- Jan Linsen
- Willem Molijn
- Reinier van Persijn
- Cornelis van Poelenburgh  założyciel
- Otto Marseus van Schrieck
- Herman van Swanevelt
- Robert du Val
- Jan Baptist Weenix
- Gaspar van Wittel.